# Michał Winiarski
Michał Jerzy Winiarski (Bydgoszcz, 28 de setembro de 1983) é um ex-jogador de voleibol polonês que jogava na posição de ponteiro. Atualmente atua como técnico da seleção masculina da Alemanha e pelo Aluron CMC Warta Zawiercie.

## Carreira

### Clube
Winiarski começou sua carreira profissional atuando pelo BKS Visła Bydgoszcz, de 2000 a 2001. O primeiro time de alto nível em que ele jogou foi o AZS Częstochowa, onde permaneceu por três anos. Para a temporada 2005–06, o ponteiro foi atuar no BOT Skra Bełchatów, por onde conquistou os títulos do Campeonato Polonês e da Copa da Polônia da referida temporada.
Em 2006 fez sua estreia internacional após assinar com o Trentino Volley para disputar o campeonato italiano. Com o novo clube, o ponteiro foi campeão do Campeonato Italiano de 2007–08 e da Liga dos Campeões de 2008–09. Em 2009 regressou ao seu país natal para defender novamente as cores do PGE Skra Bełchatów. Foi campeão do Campeonato Polonês nas duas temporadas seguintes e conquistou duas Copas da Polônia; além do vice-campeonato da Liga dos Campeões de 2011–12.
Em 2013 o polonês foi anunciado como o novo ponteiro do Fakel Novy Urengoy, para disputar o campeonato russo. Permanecendo no time russo por apenas uma temporada, voltou a defender as cores do PGE Skra Bełchatów pela terceira vez. Venceu a Supercopa Polonesa de 2014 e a Copa da Polônia de 2015–16. No final da temporada 2016–17, o atleta anunciou sua aposentadoria das quadras.

### Seleção
Winiarski foi campeão do Campeonato Mundial Sub-21 de 2003, derrotando a seleção brasileira na final por 3 sets a 2. Estreou na seleção adulta polonesa no ano seguinte, pela Liga Mundial, onde terminou na 7ª colocação.
Em 2006 se tornou vice-campeão mundial após perder a final do Campeonato Mundial de 2006 para a seleção brasileira. Em 2008, terminou na quinta colocação nos Jogos Olímpicos de Pequim. Em 2011 foi vice-campeão da Copa do Mundo, vencendo 8 das 11 partidas disputadas. Conquistou o primeiro título da seleção polonesa na Liga Mundial de 2012 após vencer a seleção norte-americana por 3 sets a 0 na final. Voltou a repetir a quinta colocação nos Jogos Olímpicos de Londres, também em 2012.
Em 2014 se tornou campeão mundial em casa após vencer o Campeonato Mundial de 2014, marcando 13 pontos na final, contra a seleção brasileira.

### Treinador
Após anunciar a sua aposentadoria em 2017, Winiarski se tornou auxiliar técnico do PGE Skra Bełchatów por dois anos. Em 2019 foi contratado para comandar o time do Trefl Gdańsk.
Em 2022 Winiarski assumiu o comando da seleção masculina alemão e do Aluron CMC Warta Zawiercie, pelo campeonato polonês.

## Títulos

### Como jogador
Skra Bełchatów
- Campeonato Polonês: 2005-06, 2009–10, 2010–11
- Copa da Polônia: 2005–06, 2010–11, 2011–12, 2015–16
- Supercopa Polonesa: 2014

Trentino Volley
- Liga dos Campeões: 2008–09
- Campeonato Italiano: 2007–08

Seleção Polonesa
- Campeonato Mundial Sub-21: 2003

### Como treinador
Skra Bełchatów
- Campeonato Polonês: 2017–18
- Supercopa Polonesa: 2017, 2018

Warta Zawiercie
- Copa da Polônia: 2023–24
- Supercopa Polonesa: 2024

## Clubes

### Como jogador
| Anos      | Clube               |
| --------- | ------------------- |
| 2000–2001 | BKS Visła Bydgoszcz |
| 2001–2022 | SMS PZPS Spała      |
| 2002–2005 | AZS Częstochowa     |
| 2005–2006 | BOT Skra Bełchatów  |
| 2006–2009 | Trentino Volley     |
| 2009–2013 | PGE Skra Bełchatów  |
| 2013–2014 | Fakel Novy Urengoy  |
| 2014–2017 | PGE Skra Bełchatów  |

### Como treinador
| Anos      | Clube                      |
| --------- | -------------------------- |
| 2017–2019 | PGE Skra Bełchatów (AT)    |
| 2019–2022 | Trefl Gdańsk               |
| 2022–     | Aluron CMC Warta Zawiercie |